# Dromedaris

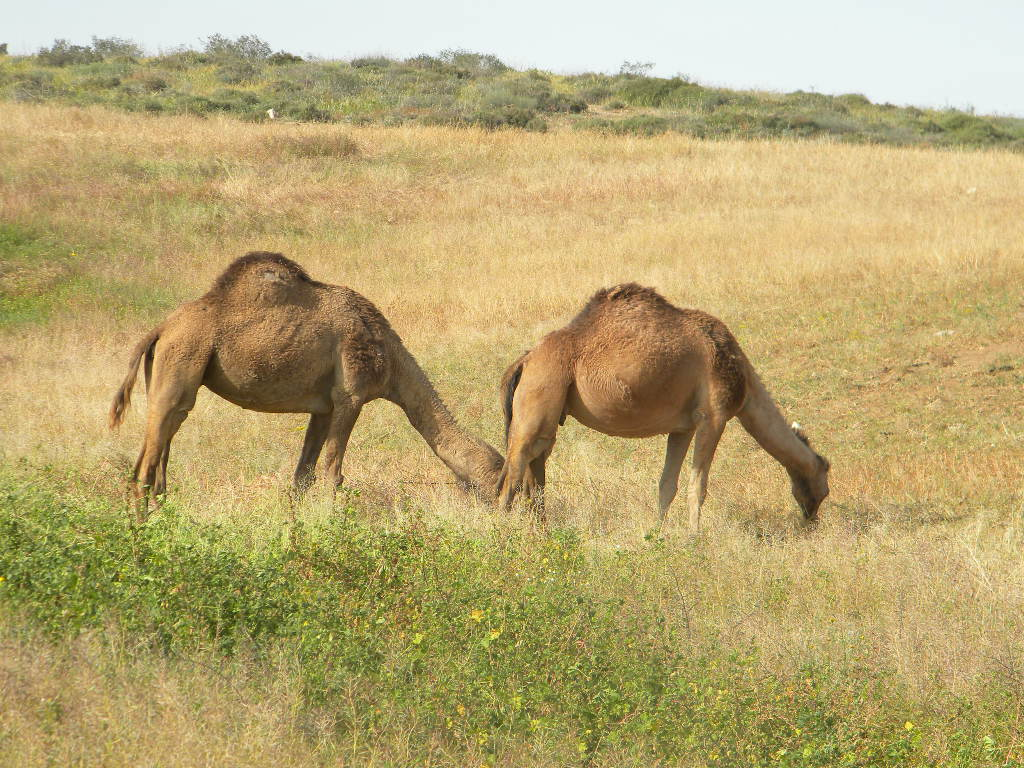
Weidende dromedarissen in Israël

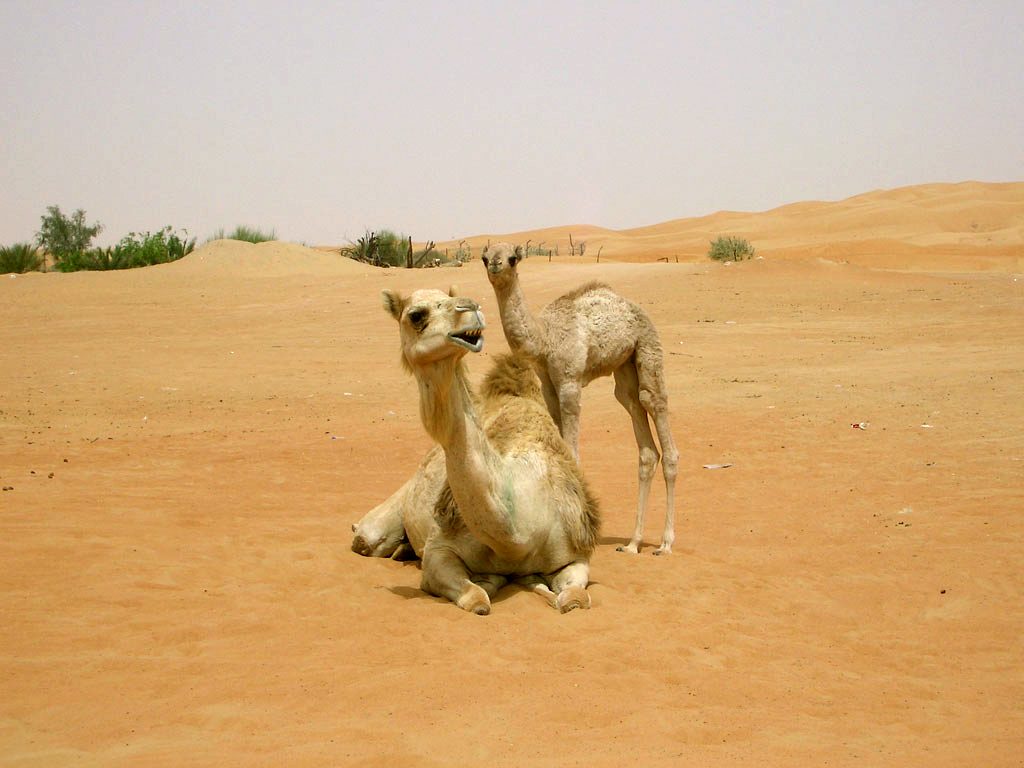
Vrouwtje met jong in Dubai

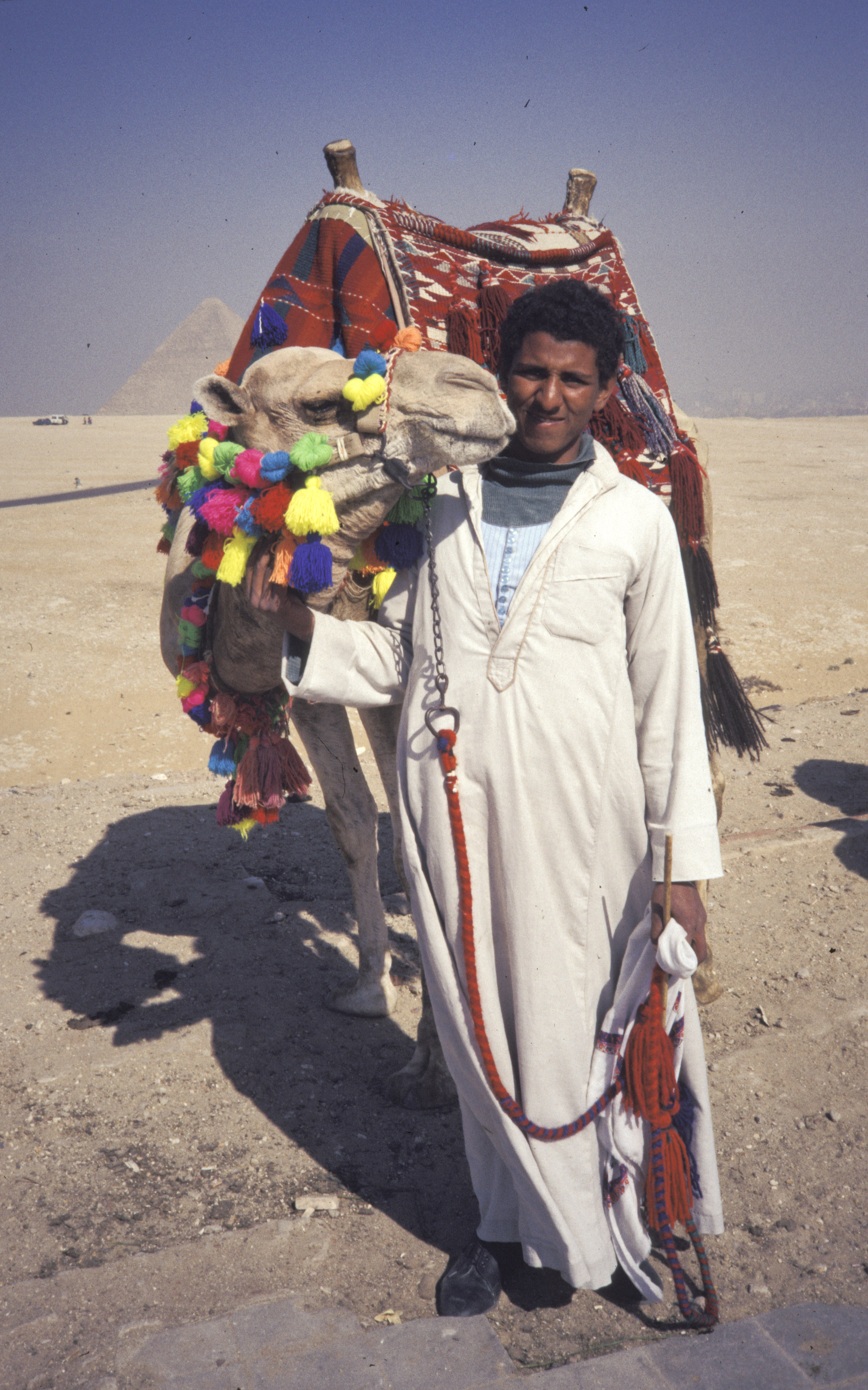
Een dromedaris in Egypte

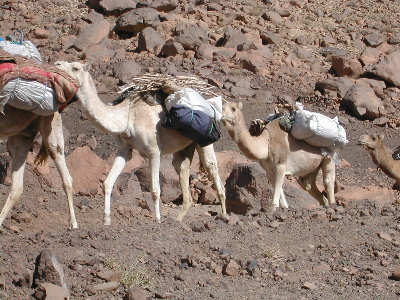
Karavaan dromedarissen

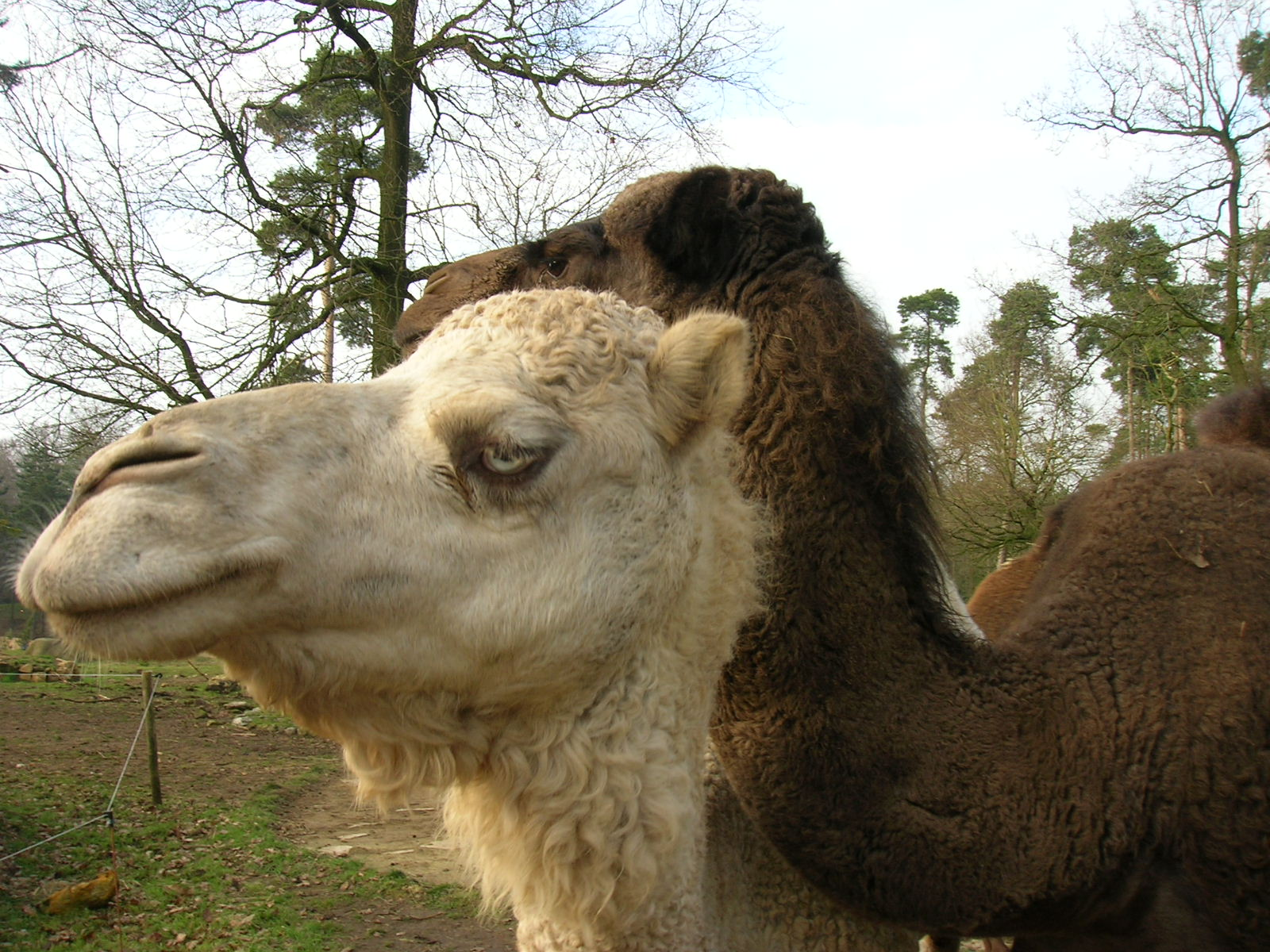
Dromedarissen in Nederland

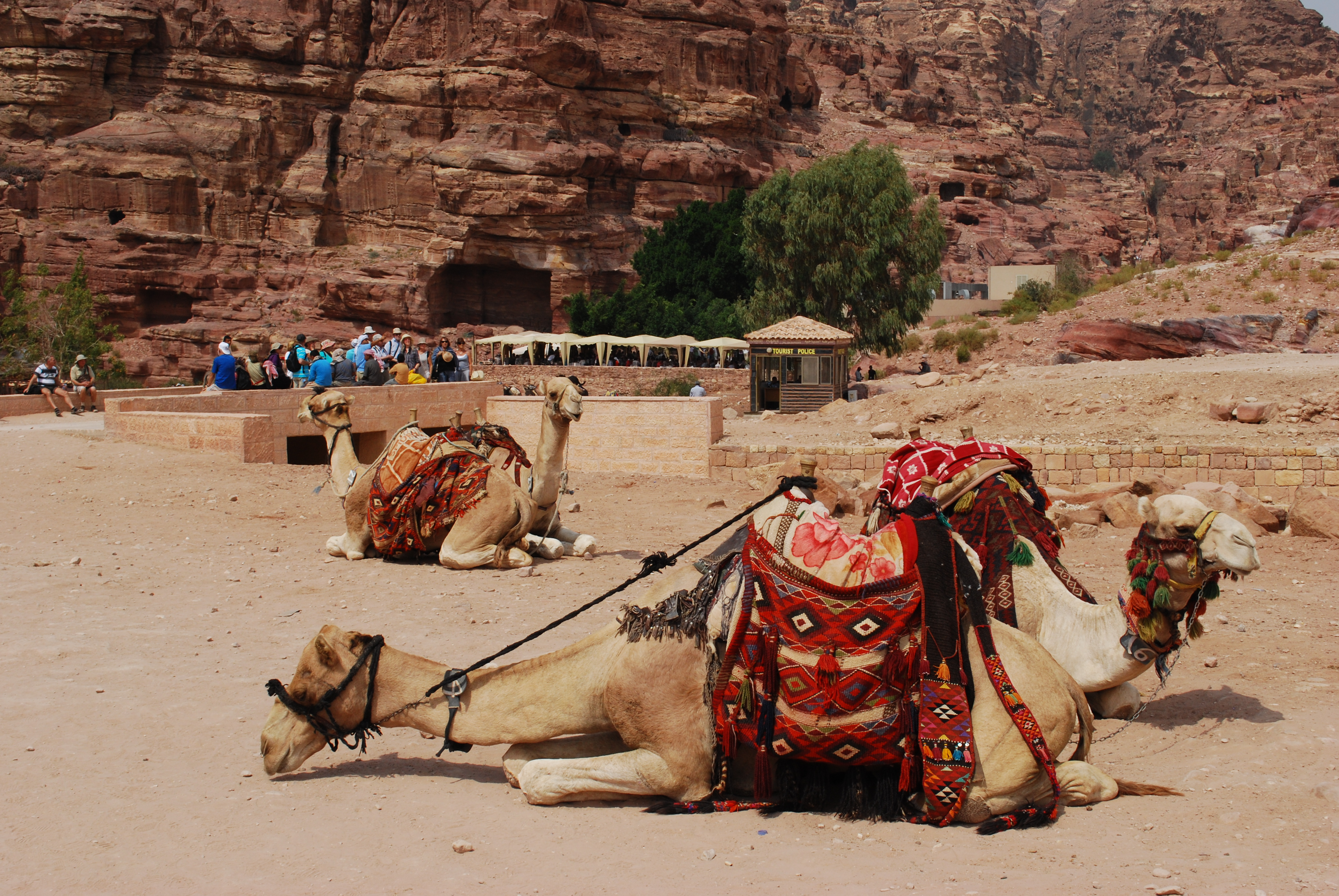
Dromedarissen in Jordanië

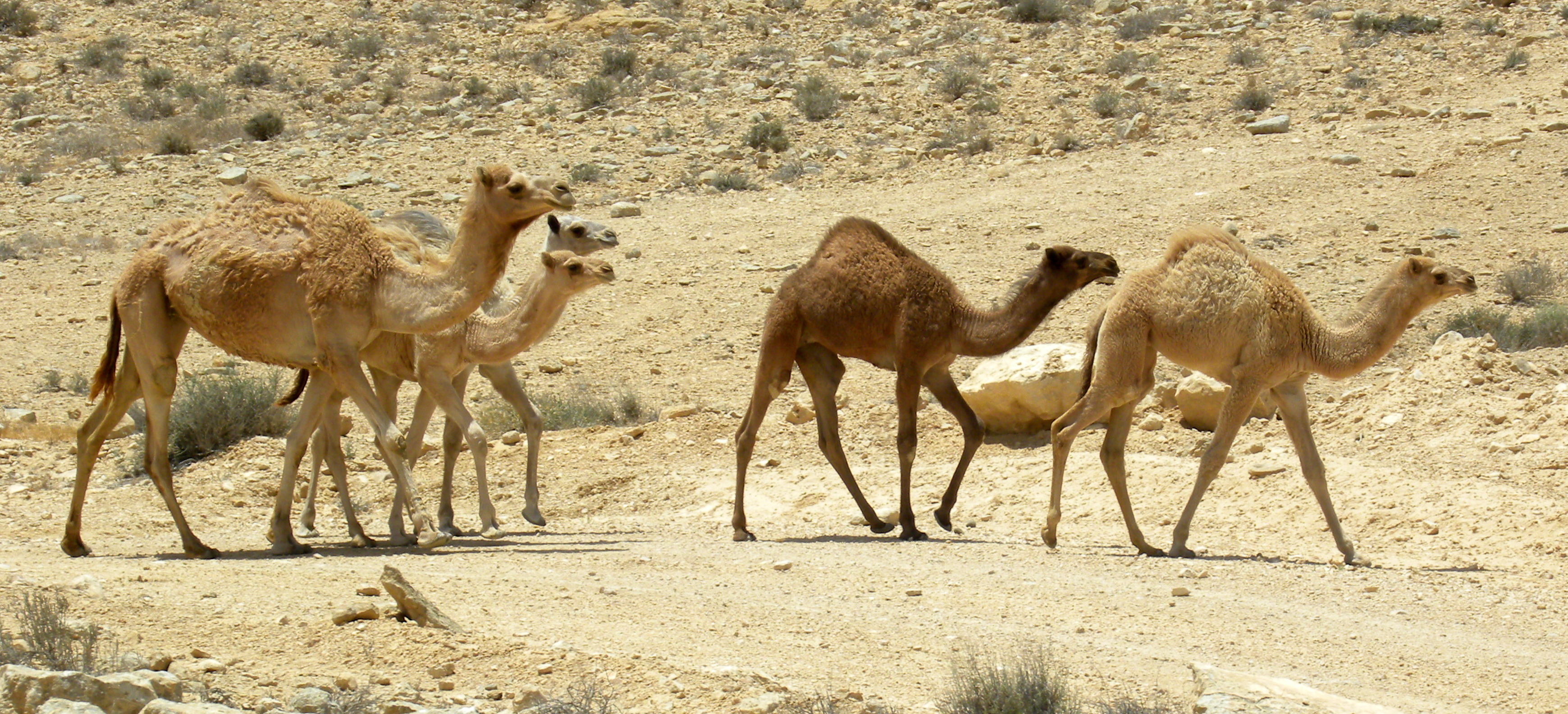
Dromedarissen in de Negevwoestijn in Israël

De dromedaris of eenbultige kameel (Camelus dromedarius) is een grote kameelachtige, die  enkel in gedomesticeerde vorm kan worden aangetroffen. De wetenschappelijke naam van de soort werd in 1758 gepubliceerd door Carl Linnaeus. De dromedaris wordt regelmatig gebruikt als last- en rijdier in woestijngebieden. 
De dromedaris is zeer nauw verwant aan de tweebultige kameel. Lange tijd werd gedacht dat de dromedaris een gedomesticeerde vorm van de tweebultige kameel was, maar uit genetisch onderzoek blijkt dit niet zo te zijn. De twee soorten kunnen onderling kruisen. Een kruising tussen een dromedaris en een kameel wordt hybridekameel genoemd.

## Naam
De dromedaris wordt soms als eenbultige "kameel" aangeduid, maar dit laatste woord wordt in het Nederlands primair gebruikt om naar de (tweebultige) kameel te verwijzen. Van oudsher konden met het woord "kameel" echter beide soorten uit het geslacht Camelus bedoeld worden. In het Engels kan het verwante "camel" nog steeds voor beide soorten worden gebruikt en wordt de dromedaris Arabian camel, dromedary of dromedary camel genoemd. In het logo van het sigarettenmerk Camel staat daardoor tevens een dromedaris afgebeeld. 
Het afwisselende gebruik van beide benamingen kan zijn oorsprong vinden in het feit dat het Hebreeuwse woord voor dromedaris, gâmâl, in verbasterde vorm (kamêlos) werd geïntroduceerd in het Grieks, terwijl het Grieks al een andere benaming voor de soort (dromas) kende. Dezelfde twee namen werden later gebruikt ook om de kameel aan te duiden.

## Uiterlijke kenmerken
De dromedaris is ongeveer 3 meter lang en 190 tot 230 centimeter hoog (met de bult als hoogste punt). Het dier weegt tussen de 450 en 1200 kilogram. De dromedaris heeft één bult, een lange, gebogen hals en lange poten, die eindigen in twee tenen. De dromedaris heeft een korte, ruige en dichte vacht, die langer is op de kruin, de nek, de hals, de romp en de staartpunt. De vachtkleur varieert van wit tot bruin. Op de ellebogen, de knie- en zoolgewrichten en op het voorhoofd zitten eeltplekken, die zeven millimeter dik zijn en bestaan uit een flexibel, verhoornd vlies.
Kameel en dromedaris lijken veel op elkaar. Het duidelijkste verschil tussen de twee soorten is het aantal bulten op de rug: een kameel heeft er twee en een dromedaris slechts een. Ook heeft de dromedaris veel korter haar, langere poten en is hij slanker gebouwd dan een kameel. De dromedaris komt oorspronkelijk uit Zuidwest-Azië, de kameel uit Centraal-Azië.

## Leefwijze en aanpassingen
De dromedaris voedt zich met gras en andere planten, ook de taaie, doornige, zoute en uitgedroogde planten die de meeste andere dieren laten staan. Door de gespleten bovenlip is hij in staat zelfs doorntakken te eten. Bij een hoge voedselvoorraad eet hij twee tot drie kilogram voedsel per uur. De dromedaris eet slechts een geringe hoeveelheid van dezelfde plant, in tegenstelling tot een geit, die een struik kaal kan eten. De tanden van een dromedaris groeien hun hele leven door. Om ze af te slijten knabbelt hij aan hard materiaal als botten en stukken hout. De dromedaris kan voor langere tijd zonder water. Als hij kan drinken, drinkt hij grote hoeveelheden: meer dan honderd liter water in tien minuten komt voor.
Net als bij de kameel maakt de dromedaris gebruik van zijn bult voor de opslag van vet, zodat het dier enige dagen zonder water en voedsel kan overleven, zelfs in de hete woestijn. Het vet in de bult wordt gebruikt voor de productie van energie en vocht. Op zeer hete dagen kan een dromedaris meer dan een kwart van zijn lichaamsgewicht verliezen zonder in levensgevaar te komen. Een goed doorvoede dromedaris heeft een volle, rechtopstaande bult. De bult wordt slapper naarmate de dromedaris gedurende een langere periode zich niet voedt. Ook beschermt de bult de dromedaris tegen de hitte door warmte te absorberen. De lichtgekleurde vacht van de dromedaris zorgt er ook voor dat veel zonlicht wordt weerkaatst.
Lang werd op basis van een anatomische studie van Luigi Lombardini gedacht dat een dromedaris als embryo nog een tweede bult bezit, maar dat die niet tot ontwikkeling komt. Dit blijkt echter niet het geval te zijn.
De eeltkussens onder de voeten beschermen hem tegen het warme zand. De neusgaten en oren zijn bedekt met lange haren, die het zand tegenhouden. Om diezelfde reden heeft het dier lange wimpers. Ook kan het dier zijn neusgaten sluiten.
Water wordt niet in de bult opgeslagen, maar wel in de maag. Ook wordt er zo min mogelijk water verspild: de nieren resorberen een groot deel van het vocht, waardoor de urine zeer geconcentreerd is, en ook de uitwerpselen bevatten nauwelijks vocht. Ook kan de lichaamstemperatuur van een dromedaris zo'n zes tot acht graden stijgen tot een temperatuur van zo'n 41 °C voordat zijn lichaam oververhit raakt en hij moet zweten om af te koelen. 's Nachts kan zijn temperatuur dalen tot 34 °C.
Dromedarissen leven in kuddeverband. Dieren herkennen elkaar voornamelijk aan de geur, die per individu verschilt. Ze kunnen hierdoor soortgenoten al van enkele kilometers afstand herkennen. Om het jaar wordt één enkel jong geboren. De draagtijd bedraagt 365 tot 440 dagen. Als het jong geboren moet worden, zondert het wijfje zich af van de rest van de kudde. Na een of enkele dagen, als het jong kan lopen, keert het wijfje met het jong terug naar de kudde. Het dier wordt ongeveer een jaar gezoogd, maar al gelijk na de geboorte eet het jong planten. Na twee maanden gaat hij regelmatig grazen. Als het jong van zijn moeder wordt gescheiden, slaakt het jammerende geluiden, waarmee het contact zoekt met zijn moeder.

## Domesticatie en verspreiding
Genetisch onderzoek toonde aan dat de dromedaris mogelijk werd gedomesticeerd in het zuidoosten van Arabisch Schiereiland van de wilde dromedaris, samenvallend met de ontwikkeling daar van irrigatiestelsels met qanats 3000 jaar geleden. Er zijn echter weinig tot geen archeologische bewijzen hiervoor. Pas tussen 2500 en 1500 v.Chr. werden de dieren verspreid over de rest van West-Azië en via schepen naar Noordoost-Afrika. In de Sahara vervingen ze pas na voortschrijdende verdroging aan het begin van de jaartelling het paard als belangrijkste last- en rijdier, waarmee de zogenaamde kamelenperiode in de Saharaanse rotskunst aanbrak.
Ook in Europa is het dier ingevoerd. In 1136 kwamen ze voor tot aan de Rijn, maar de dieren zijn hier weer verdwenen. Wel werd de soort met succes in 1405 op de Canarische Eilanden ingevoerd, waar het dier nog steeds voorkomt. In 1856 is geprobeerd dromedarissen te houden in het zuiden van de Verenigde Staten, maar deze poging mislukte toen vier jaar later de Amerikaanse Burgeroorlog uitbrak.
Dromedarissen worden in gedomesticeerde vorm vooral aangetroffen in de halfdroge en droge graslanden, vlakten en woestijnen van Noord- en Oost-Afrika, het Arabisch schiereiland en het zuidwesten van Azië, tot in Noord-India. Er zijn tegenwoordig meer dan twaalf miljoen dromedarissen, die voornamelijk in Afrika leven. De meeste dieren leven in Soedan (zo'n 2,8 miljoen dieren). Somalië heeft de hoogste dichtheid, zo'n 3,14 dromedarissen per km².
In Libië leven grote kuddes verwilderde dromedarissen, waar de dieren in de twintigste eeuw achtereenvolgens zijn uitgestorven, geherintroduceerd en aan hun lot overgelaten. De grootste kudde verwilderde dromedarissen (zo'n miljoen dieren) leeft in Midden- en West-Australië. Hier is de soort vanaf 1849 ingevoerd, vergezeld door kameeldrijvers uit Beloetsjistan, om bij te dragen aan de verkenning en kolonisatie van het droge continent. Later werden de dromedarissen gebruikt om voedsel te brengen naar geïsoleerde nederzettingen en om materiaal te vervoeren voor de aanleg van spoorlijnen en telegraafpalen. Toen de dromedarissen niet meer nodig waren, werden ze grotendeels vrijgelaten. De ongeveer 12.000 oorspronkelijke dromedarissen vermenigvuldigden zich en vormen zelfs een plaag in Australië.

## Relatie met de mens
Het dier is door zijn grootte en zijn vermogen om het langere tijd uit te houden in de woestijn zeer geschikt als last- en rijdier in de hete woestijn. Hierdoor was de dromedaris lang het ideale vervoermiddel door de woestijn en hieraan heeft hij de bijnaam 'schip der woestijn' te danken. Vroeger werd het dier gebruikt voor handelskaravanen, die sinds 1945 geleidelijk aan door introductie van de auto zeldzaam zijn geworden. Zoutkaravanen met dromedarissen bestaan nog steeds in het zuiden van de Sahara, in landen als Mauritanië, Mali en Niger. De melk van dromedarissen wordt ook gedronken, en is vaak het belangrijkste voedingsmiddel voor bijvoorbeeld de nomaden in de westelijke Sahara. In Somalië wordt er niet op de dieren gereden, maar worden de dromedarissen enkel gehouden voor de melk en als lastdier. In Soedan worden dromedarissen voornamelijk voor het vlees gehouden. Bij verscheidene volkeren, waaronder de joden, de kopten en de druzen is het echter taboe om dromedarisvlees te eten. Het leer van dromedarissen wordt zelden gebruikt. In Egypte worden er souvenirs voor de toeristen van gemaakt.
Er zijn verscheidene plaatselijke rassen, waarvan het uiterlijk is aangepast aan het gebruik. Last- en trekdieren zijn zwaarder gebouwd en trager dan de slankere en snellere rijdieren. Bergdieren zijn kleiner en sterker behaard dan vlaktedieren.
Tegenwoordig is de dromedaris voor zijn voortbestaan grotendeels afhankelijk van de nomaden. De auto heeft in grote delen van zijn verspreidingsgebied zijn rol als vervoer- en transportmiddel overgenomen. Zolang de nomaden dromedarissen blijven gebruiken, is de dromedaris in zijn voortbestaan verzekerd. Een andere belangrijke factor voor hun voortbestaan is het sportieve gebruik van dromedarissen tijdens kamelenraces, die plaatsvinden in bijvoorbeeld Dubai en Algerije maar ook in Alice Springs.